# 윤후정
윤후정(尹厚淨, 1932년 5월 7일 ~ , 함경남도 안변군)은 대한민국의 법학자이다. 대한민국 최초의 여성 헌법학자이다. 여성 의식화와 여성운동의 대중화, 여성학의 만개, 그리고 여성부 출범과 호주제 폐지 등은 대한민국의 여성발전사를 관통하는 굵은 줄기인데, 이 역사적 맥락에서 빼놓을 수 없는 인물이 윤후정이라는 평가가 있다. 헌법에 양성평등 조항을 넣었고 남녀차별금지법을 만들어 사적·공적 생활에서의 성평등 실현을 위해 힘썼다.

## 생애
1932년에 함경남도 안변군에서 6남매 중 다섯째로 태어났다. 11남매 중 다섯 명이 사망하여 6남매 중 다섯째가 되었다. 부모는 농부였고 식구가 많아 생활이 풍족하지는 않았지만 부지런하고 정직한 아버지와 조용하고 신앙이 돈독한 어머니 밑에서 따뜻하게 자랐다. 경제적으로나 지적 수준에 있어서는 평범한 가정이었고, 형제들끼리는 따뜻하고 평화로운 생활을 하며 성장했다. 학업 성적이 우수했고 교사가 되고 싶어 원산사범학교에 진학했다. 원산사범학교는 150명의 신입생을 뽑았는데, 한국인은 7,000명이 지원하고 일본인은 300명이 지원한 중에서 반은 일본인이고 반은 한국인이었다. 즉, 한국인은 상당한 수재들이 아니면 사범학교 들어가는 게 어려웠다. 성 차별 없는 가정에서 성장하였지만 어머니의 삶은 아버지와 많이 달랐고 그것이 여성문제에 관심을 가지는 계기가 되었다.
원산사범학교 2학년 때 특별국가장학생으로 선발되어 출세가 보장되었지만 자신의 신앙과 북한의 공산주의 사상은 맞지 않아 재학증명서 1장을 들고 단신으로 월남하였다. 이화여자고등학교에서 학업을 이어갔고 고교시절 강원용 목사의 사상에 영향을 받았다. 강원용의 조언으로 이화여자대학교 법학과에 진학하였다. 이화여자대학교 진학 후 김옥길의 조언으로 사법시험은 접고 학자의 길을 가게 되었다. 대학원 시절 사법인 민법을 공부하다가 공법인 헌법으로 바꾸었고 그에 필요한 것이 정치 사상이어서 1962년 미국 루이스빌 대학교에 가서 다음 해 여름까지 정치학 석사 과정을 밟았다. 이후 1963년부터 1964년까지 예일 대학교 법대에서 법학석사 과정을 거쳐 1968년부터 1972년까지 노스웨스턴 대학교 법대에서 법학박사 학위를 취득하고 귀국하였다. 당시에 대한민국에는 남녀 불문하고 법학박사 학위자가 아주 드문 때여서 정치권의 유혹이 많았지만, 후학 양성의 길을 갔다.
이화여자대학교 법학과를 졸업하고, 예일 대학교 대학원에서 수학하였으며, 노스웨스턴 대학교 대학원에서 법학 박사 학위를 취득하고, 이화여자대학교에서 전임강사, 조교수, 부교수, 교수를 지냈다. 코넬 대학교 법과대학과 하버드 대학교 법학대학에서 객원교수로 활동하였으며, 1979년 이화여자대학교에서 법정대학 학장을 지냈다. 이후 여성학회 회장, 공법학회 상임 이사, 이화여자대학교 대학원 원장, 이화여자대학교 총장을 거쳐 이화여자대학교 이사장이 되었다. 2008년, 영산법률문화상을 받은 바 있다.
이화여자대학교는 '우리 사회의 가장 시급한 과제는 분단 극복'이라며 2013년 10억 원을 이화여자대학교에 기부한 윤후정의 뜻에 따라 한국 전쟁 64주년을 맞아 분단의 극복과 민족의 평화적 번영, 동북아시아의 평화 질서 구축을 논의하기 위한 포럼을 제정하였는데, 제1회 '윤후정 통일 포럼'을 2014년 6월 25일에 개최하였다.

## 학력
- ~ 1955년: 이화여자대학교 법학 학사
- ~ 1972년: 노스웨스턴 대학교 대학원 법학 박사, 예일 대학교 로스쿨 법학 석사, 루이빌 대학교 대학원 정치학 석사, 이화여자대학교 법학 석사
- ~ 2005년: 서강대학교 대학원 문학 명예박사

## 경력
- 1958년: 이화여자대학교 법정대학 전임강사
- 1990년 ~ 1993년: 이화여자대학교 총장
- 1989년: 이화여자대학교대학원 원장
- 1985년 ~ 1992년: 한국공법학회 상임이사
- 1984년: 한국여성학회 회장
- 1979년: 이화여자대학교 법정대학 학장
- 1978년: 미국 하버드 대학교 법과대학 객원교수
- 1977년: 미국 코넬 대학교 법과대학 객원교수, 이화여자대학교 법정대학 교수, 이화여자대학교 법정대학 부교수, 이화여자대학교 법정대학 조교수
- 1998년 3월~1999년 3월: 대통령 직속 여성특별위원회 초대 위원장
- ~ 2011년 3월: 이화학당 이사장
- 이화여자대학교 명예총장

## 저서
- 《법여성학》(1989년)
- 《기본적 인권과 평등》(1997년)
- 《여성의 인간화를 위하여》(1997년)
- 《Impact of Student Demonstration on the Constitutional Practice and Laws of Korea, 1960-1970》(1997년)
- 《이화와 더불어 한국 여성을 바꾸어온 오십년》(2001년)

## 상훈
- 2008년: 제4회 영산법률문화상
- 2012년: 제6회 목촌법률상

## 관련 도서
- 《윤후정 (대한민국 최초의 여성 헌법학자)》- 여성신문 지음, 이화여자대학교 출판부, 2009년 출간